# 川西駅 (山口県)
川西駅（かわにしえき）は、山口県岩国市川西二丁目にある、西日本旅客鉄道（JR西日本）・錦川鉄道の駅。JR西日本の管轄駅である。
JR西日本の岩徳線と、錦川鉄道の錦川清流線の営業上の分岐駅であり、ホーム上に錦川清流線の0キロポストが設置されているが、施設上の分岐点は1.9km先にある森ヶ原信号場である。当駅と森ヶ原信号場の間は、JR西日本と錦川鉄道の両方が第1種鉄道事業者となっている。
錦川清流線は当駅が起点であるが、全列車が岩徳線経由で岩国駅発着である。ただし岩国駅 - 川西駅間はJR線への乗り入れとなり、錦川鉄道の車両で運行される列車であってもJRの運賃が適用される。

## 歴史
- 1960年（昭和35年）
  - 4月16日：日本国有鉄道（国鉄）岩徳線の西岩国駅 - 柱野駅間に新設開業[1][2]。気動車の旅客のみを取り扱う駅員無配置駅[3]。
  - 11月1日：国鉄岩日線が河山駅まで開業し、営業上の分岐駅となる[4]。
- 1977年（昭和52年）秋頃：周辺住民の請願運動により、駅ホームが西岩国駅方および反対方向へと延伸される[5]。
  - この延伸工事完了に伴い、それまで通過していた10両編成の客車列車の停車も実現した[5]。
- 1979年（昭和54年）：当駅より山口県立岩国高等学校方面（線路敷を越え、山口県道112号藤生停車場錦帯橋線のある方角）を結ぶ直通通路を新設する要請運動が、周辺の川西地区住民を中心に起こる[5]が、現在まで実現していない。
- 1987年（昭和62年）
  - 4月1日：国鉄分割民営化に伴い、西日本旅客鉄道の駅となる[1][4]。
  - 7月25日：岩日線が錦川鉄道に転換され[4]、西日本旅客鉄道と錦川鉄道の共同使用駅となる。

## 駅構造

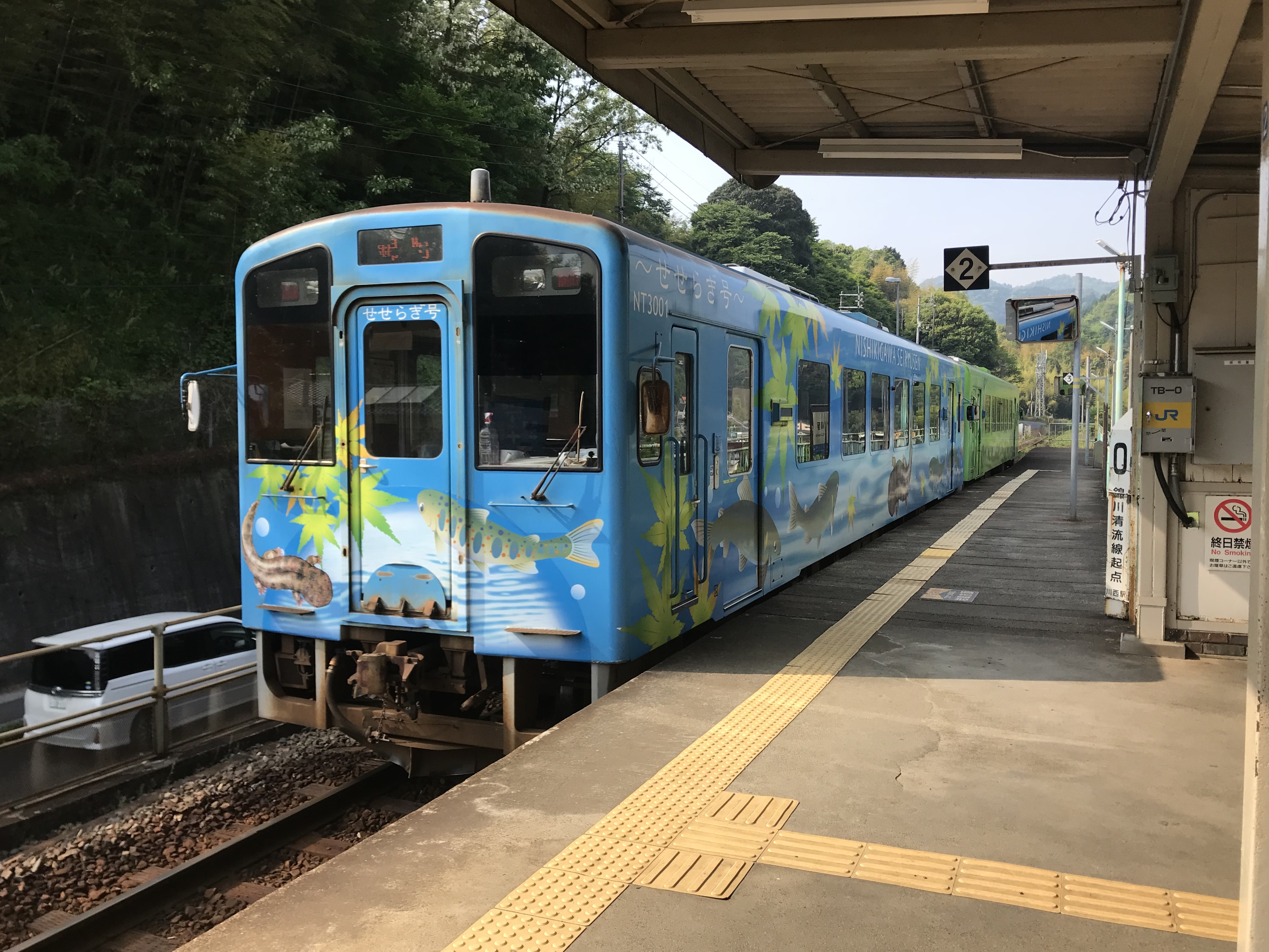
駅ホーム。右側に錦川清流線の起点標が見える（2018年5月）

単式ホーム1面1線を有する地上駅（停留所）。山の斜面に設置されているため、駅入口から駅舎付き風のホームを見上げる状態であるが、橋上駅ではない。岩国駅管理の無人駅である。
ホーム上に屋根付きの待合施設や近距離のJR普通乗車券のみを扱う自動券売機が設置されている。

## 利用状況
1日の平均乗車人員は以下の通りである。（JR西日本と錦川鉄道の合算）
| 乗車人員推移 | 乗車人員推移 |
| 年度         | 1日平均人数  |
| ------------ | ------------ |
| 1999         | 790          |
| 2000         | 782          |
| 2001         | 723          |
| 2002         | 711          |
| 2003         | 399          |
| 2004         | 687          |
| 2005         | 666          |
| 2006         | 636          |
| 2007         | 604          |
| 2008         | 626          |
| 2009         | 574          |
| 2010         | 414          |
| 2011         | 387          |
| 2012         | 529          |
| 2013         | 505          |
| 2014         | 374          |
| 2015         | 540          |
| 2016         | 535          |
| 2017         | 521          |
| 2018         | 458          |
| 2019         | 478          |
| 2020         | 425          |
| 2021         | 343          |
| 2022         | 436          |

## 駅周辺

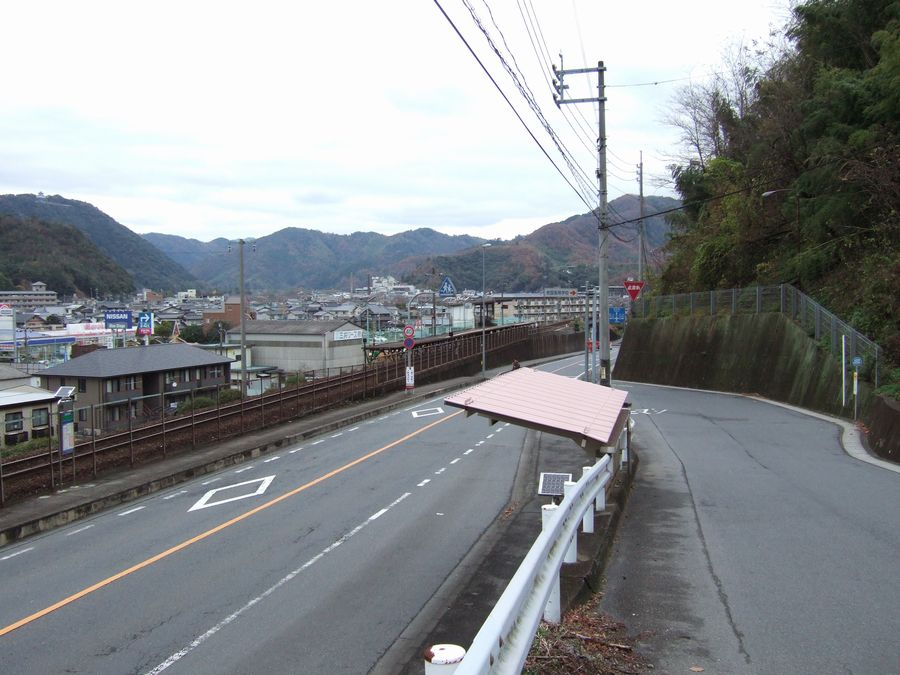
駅とその周辺（2006年12月）

駅裏側に山口県立岩国高等学校があり、駅北東側を錦川が流れている。当駅の駅前道路となる山口県道112号線に沿って北上すると、1kmほどで錦帯橋に至る。
- 山口県立岩国高等学校
- 宇野千代生家
- 水西書院[7]
- 教蓮寺
- 天理教山陽道分教会
- 川西地蔵堂 - 岩国南八十八霊場 四十五番
- 岩国市民葬祭センター 双雲会館
- 岩国スケートパーク - スケートボード場
- 岩国運動公園[8]
  - 岩国市総合体育館
  - 岩国市相撲場
  - テニスコート
  - アーチェリー場
- 山口県道15号岩国玖珂線
- 山口県道112号藤生停車場錦帯橋線
- 錦川
- ビッグモーター岩国店 - 創業地であり、2015年までは本社を併設していた。

## 隣の駅
西日本旅客鉄道（JR西日本）
■岩徳線
西岩国駅 - 川西駅 - （森ヶ原信号場） - 柱野駅
錦川鉄道
■錦川清流線（岩国 - 当駅間は岩徳線）
西岩国駅 - 川西駅 - （森ヶ原信号場） - 清流新岩国駅